# ستيفنز قاولد
ستيفنز قاولد (بالإنجليزية: Stevens Gould)‏ هو صحفي أمريكي، ولد في 1898 في أوشكوش في الولايات المتحدة، وتوفي في 8 أغسطس 1961 في ماديسون في الولايات المتحدة.